# Masashi Ōtani (Fußballspieler, 1994)
Masashi Ōtani (japanisch 大谷 真史 Ōtani Masashi; * 14. Juni 1994 in der Präfektur Yamaguchi) ist ein japanischer Fußballspieler.

## Karriere
Ōtani erlernte das Fußballspielen in der Jugendmannschaft von Sanfrecce Hiroshima und der Universitätsmannschaft der Komazawa-Universität. Seinen ersten Vertrag unterschrieb er 2017 bei FK Mladost. Danach spielte er bei FK KOM Podgorica, Criacao Shinjuku und Iwate Grulla Morioka.

## Auszeichnungen
Kanto Soccer League (Div. 2)
Torschützenkönig: 2019